# Galeota

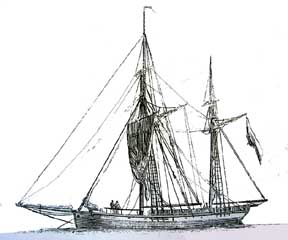
Galeota

Galeota (galiot, wł. galeotta) – mały okręt żaglowo-wiosłowy używany od końca XVI wieku do końca XVIII wieku.
Galeota była małym, szybkim okrętem typu galery, właściwie półgalerą, gdyż posiadała 16-23 wioseł (po 2-3 ludzi na wiosło), ale w odróżnieniu od typowych galer mających ożaglowanie łacińskie, na 1-2 masztach miała ożaglowanie rejowe. Jak każdy okręt wiosłowo-żaglowy używana była na morzach śródlądowych - czyli na Morzu Śródziemnym i na Bałtyku.

## Literatura
- Mała Encyklopedia Wojskowa, 1967, Wydanie I